# Punto di Erb (neurologia)
In neurologia, il punto di Erb è un punto di repere che localizza sulla cute, 2-3 centimetri sopra la clavicola, un'area del plesso brachiale.

## Eponimo
Prende il nome dal neurologo tedesco Wilhelm Heinrich Erb.

## Strutture nervose
Il punto di Erb è formato dall'incrocio delle radici dei nervi del muscolo grande pettorale (originato dal neuromero C5) e del muscolo grande pettorale (originato da C6), che successivamente si uniscono. Nello stesso punto avviene l'unione di branche del nervo soprascapolare e del nervo succlavio. I nervi formatisi si dividono successivamente nella divisione anteriore e posteriore di C5 e C6.

## Localizzazione
Il punto di repere del plesso brachiale può venire localizzato circa 2,5 cm al di sopra della clavicola, all'incirca a livello della sesta vertebra cervicale.

## Significato clinico
Lesioni localizzate a livello del punto di Erb si riscontrano soprattutto alla nascita e nel caso di cadute sulla spalla. Le radici nervose coinvolte sono normalmente quelle di C5 e, in parte, quelle di C6.
Tali lesioni si possono manifestare con paralisi dei muscoli bicipite, brachiale e coracobrachiale, innervati dal nervo muscolocutaneo, e del deltoide, innervato dall'ascellare. Questa condizione è definita paralisi di Erb. Il paziente colpito si presenta generalmente con il braccio pendente a lato del torace e con la mano ruotata medialmente, come nel caso di un portiere in attesa di una mancia.